# Crotalus simus
La serpiente de cascabel centroamericana (Crotalus simus) es una especie de serpiente venenosa que pertenece a la subfamilia de víboras de foseta. Ocurre en México y América Central. Su nombre científico significa "nariz plana", probablemente en alusión a su cabeza relativamente contundente comparado con la del género Bothrops. En la actualidad, 3 subespecies son reconocidas incluyendo la subespecie nominal que se describe aquí.

## Descripción
Los adultos suelen exceder los 130 cm de longitud. Los machos, que son generalmente más largos que las hembras, pueden alcanzar 140-160 cm en algunas poblaciones. La longitud máxima registrada es de 180 cm.
La superficie del cuerpo tiene una apariencia muy áspera porque las quillas de las escamas dorsales se acentúan por sus protuberancias. Esto es lo más evidente en las filas de las escamas laterales, con una intensidad decreciente en las escamas inferiores. Las escamas vertebrales tiene aproximadamente la misma prominencia de las quillas como la cuarta fila hacia abajo en los flancos (tomando las escamas vertebrales como la primera fila).

## Nombres comunes
Cascabel centroamericana, cascabel tropical. Víbora de cascabel (México), Kwechwah (El Salvador), Chil-chil (Costa Rica), Tzabcan (nombre común local para la subespecie C. s. tzabcan).

## Distribución geográfica
Encontrados en México en el suroeste de Michoacán en la costa del Pacífico, Veracruz y la Península de Yucatán en la costa del Atlántico. Hacia el sur en Belice, Guatemala, El Salvador, Honduras y Nicaragua, centro-oeste de Costa Rica. Está ausente de Panamá, pero al parecer ocurre en la vertiente del atlántico en Colombia.

## Hábitat
Generalmente se encuentran en regiones semiáridas, incluyendo bosques tropicales secos, bosques espinosos y áridos matorrales. También ocurre en bosques mésicos con áreas secos relativamente abiertos.

## Significado cultural
Para los mayas y sus descendientes, la subespecie de Yucatán (C. s. tzabcan) fue muy venerada. La palabra tzabcan significa "serpiente de cascabel" en el idioma maya. Aunque se desconoce su significado simbólico, se ha observado que muchos templos mayas tienen formas talladas de la serpiente de cascabel. 

## Veneno
Las mordeduras de Crotalus simus son similares a la de las serpientes de cascabel  en los Estados Unidos. Los síntomas locales pueden ser severos, con dolor, hinchazón masiva, formación de ampollas y necrosis. A menudo requiere fasciotomía y en algunos casos la amputación de las extremidades afectadas. Efectos sistémicos, como disturbios hemostáticos, insuficiencia renal y neurotoxicidad, son poco comunes. Sólo el veneno de las crías recién nacidas contiene crotoxina, un componente típicamente encontrado en el veneno de C. durissus, que produce síntomas neurotoxicos.

## Subespecies
| Subespecies      | Autor taxón                            | Nombres comunes                                    | Distribución geográfica |
| ---------------- | -------------------------------------- | -------------------------------------------------- | --- |
| C. s. culminatus | Klauber, 1952                          | En inglés: Northwestern neotropical rattlesnake    | México en el suroeste de Michoacán, en el sur y el oeste de Morelos, Guerrero y el suroeste de Oaxaca. Probablemente ocurre también en el extremo occidente de Puebla y posiblemente en el Distrito Federal de México.     |
| C. s. simus      | Latreille In Sonnini & Latreille, 1801 | Serpiente de cascabel centroamericana              | El sureste de México (centro de Veracruz, sureste de Oaxaca, Tabasco y Chiapas), centro y sur de Guatemala, oeste y sur de Honduras, sur de Belice, El Salvador, suroeste de Nicaragua, y noroeste y centro de Costa Rica. |
| C. s. tzabcan    | Klauber, 1952                          | Tzabcan En inglés: Yucatán neotropical rattlesnake | México (Yucatán, Campeche, Quintana Roo y el este de Tabasco), el norte de Guatemala y el norte de Belice. |

## Taxonomía
Anteriormente, hasta 2004, la descripción de esta forma fue catalogada como subespecie nominal de la serpiente de cascabel tropical, C. durissus.

Nuevos datos genéticos moleculares sugieren que los taxones  culminatus y tzabcan deben probablemente ser considerados como especies separadas de C. simus